# Giacomo Carlini

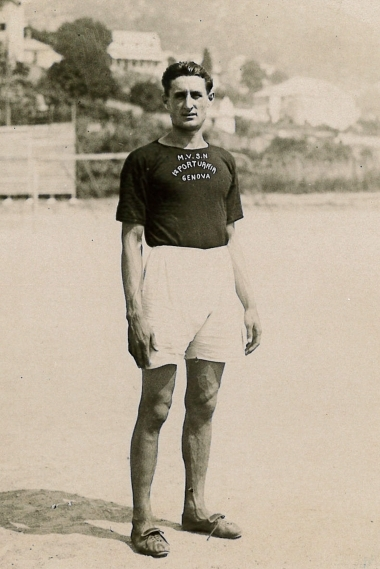

Giacomo Carlini (* 2. August 1904 in Genua; † 2. August 1963 ebd.) war ein italienischer Hürdenläufer und Sprinter.
Bei den Olympischen Spielen 1928 in Amsterdam schied er über 110 m Hürden und in der 4-mal-400-Meter-Staffel im Vorlauf aus. Vier Jahre später wurde er bei den Olympischen Spielen 1932 in Los Angeles Sechster in der 4-mal-400-Meter-Staffel.
Bei den Leichtathletik-Europameisterschaften 1934 wurde er mit der italienischen Mannschaft Vierter in der 4-mal-400-Meter-Staffel.

## Persönliche Bestleistungen
- 400 m: 48,6 s, 13. Juli 1930, Colombes
- 110 m Hürden: 15,0 s, 26. Oktober 1930, Genua
- Zehnkampf: 7237 Punkte, 26. Oktober 1930, Genua